# Londonski ugovor
Londonski ugovor iz 1915. godine bio je tajni sporazum između zemalja Antante (Velike Britanije, Francuske i Rusije) i Italije, potpisan 26. travnja 1915.,  kojim su zemlje Antante privoljele Italiju na izdaju saveza Središnjih sila, obećavajući im teritorije njenih dojučerašnjih saveznika.
Prema tom ugovoru, Hrvatska bi bila svedena na dio oko Zagreba, Liku i primorje od Rijeke do sjeverne granice Dalmacije: preostali dijelovi Hrvatske bili bi podijeljeni između Italije i Srbije. Za taj dio Hrvatske koji ne bi bio pripojen Italiji i Srbiji, tek je trebalo odlučiti hoće li pripasti Mađarskoj, ili će ostati u austrijsko-mađarskoj zajedničkoj državi.
Hrvatski politički krugovi su za sadržaj Londonskog ugovora saznali vrlo brzo; saznanje o tome što se Hrvatskoj sprema imalo je odlučan upliv na njihovu odluku da podrže stvaranja jugoslavenske državne zajednice, u kojoj će pretežni dio hrvatskog narodnog područja ostati na okupu.

## Talijanska pretpovijest i njeni probitci
Italija je bila članicom Trojnog saveza, ali je 1914. proglasila neutralnost, ne uključivši se u Prvi svjetski rat. Italija je otprije željela teritorije Austro-Ugarske i njemačke kolonije u Africi te je pregovarala s izaslanicima Antante. Kraljevini Italiji je bio obećan Južni Tirol, dijelovi istočne jadranske obale, te neki njemački i turski posjedi izvan Europe.
U cilju pridobivanja Italije za ulazak u rat protiv Njemačke i Austro-Ugarske Monarhije,  zemlje Antante su Italiji ponudili velike dijelove monarhije, npr. Trentino, Južni Tirol, Trst, Goricu, Gradišku, dio Koruške i jugozapadnu Kranjsku, te znatne teritorijalne ustupke na račun povijesnih hrvatskih pokrajina: Istra, otoci Cres i Lošinj, a u sjevernoj Dalmaciji područje počev od Paga na sjeveru do rta Ploča (između Šibenika i Splita) sa Šibenikom, Kninom i Zadrom, te područja u zaleđu tih gradova. Italiji su obećani kvarnerski otoci izuzev Krka i Raba, te svi dalmatinski otoci s izuzetkom Brača. Dio Dalmacije koji ne bi bio priključen Italiji, pripao bi Srbiji. Italija je dobila i južnu Albaniju te pravo da u međunarodnoj politici zastupa buduću albansku muslimansku državnu tvorevinu u srednjoj Albaniji s izlazom na more u Draču. Izuzev Italije, niti jedna druga država koja ima izlaz na Jadran nije, prema Londonskom ugovoru, smjela držati ratnu mornaricu niti obalne tvrđave.
Italiji je priznata i aneksija Libije, koja je pod talijanskom okupacijom bila od 1912. godine. Pri podjeli Male Azije, Italija je trebala dobiti i dijelove Osmanskog Carstva u jugozapadnoj Turskoj.
Iste godine, Italija je objavila rat Austro-Ugarskoj, zabivši joj "nož u leđa" u najgorem trenutku, jer je Austro-Ugarskoj prijetio raspad na galicijskom bojištu. Nakon što je okončan Prvi svjetski rat, dio obećanja iz tog sporazuma je ispunjen: Italija je dobila Južni Tirol, poluotok Istru, Tršćansko primorje, dio sjevernojadranskih otoka, grad Zadar, otoke Lastovo i Palagružu.
Ugovor je držan u tajnosti, ali je u studenom 1917. godine, nakon Oktobarske revolucije, objavljen u ruskom dnevniku Izvjestijima (rus. Известия). Dio obećanja je ostao neispunjen, podosta zahvaljujući i radu hrvatskih političara u Jugoslavenskom klubu, koji su i raskrinkali Londonski sporazum. Primjerice, zaslugom Ante Trumbića, spriječeno je da i otok Vis, koji je imao simbolično značenje (Viška bitka 1866.), dopadne u ruke Talijanima. Ante Trumbić je bio svojevremeno zastupnik za otok Vis.

## Obećanja drugim saveznicima
Slijedom ugovora,  je također obećavao Kraljevini Srbiji stvaranje Velike Srbije; potpisnici ugovora su Srbiju - koja u pregovorima nije sudjelovala - o tome službeno obavijestili diplomatskom notom od 16. kolovoza 1915. godine. Saveznici su Srbiji obećali Bosnu i Hercegovinu, Slavoniju, Srijem, Bačku, južnu Dalmaciju (Šibenik, Zadar i Knin bi pripali Italiji) i sjevernu Albaniju, ali bez Makedonije i dijela Banata. Naime, Rusija, Francuska i Velika Britanija nastojale su na svoju stranu privući dotad neutralnu Bugarsku, a ne ugroziti tek sklopljeni savez s Italijom, te istodobno zadovoljiti Srbiju. Stoga su Bugarskoj ponudili Makedoniju, a Srbija je za kompenzaciju trebala dobiti BiH i dio hrvatskih teritorija. Srbija je odbacila ugovor, želeći otvorenim ostaviti pitanje Makedonije.
Rumunjskoj su ponuđeni Banat i Transilvanija, što je nakon I. svjetskog rata i dobila.
Hrvatskoj bi od mora ostao samo dio od Rijeke do početka Dalmacije, a na kopnu zapravo samo dio oko Zagreba i Lika. Ostalo je otvorenim pitanje bi li Hrvatska ostala državno vezana uz Mađarsku i Austriju.
Za ulazak u rat i izdaju Središnjih sila saveznici su Italiji ponudili Istru i veći dio Dalmacije. To je kasnije rezultiralo 1920. Ugovorom u Rapallu sklopljenih sa starom Jugoslavijom 1924.; da bi teritorije koje su joj obećani u Londonu 1915. godine naposljetku uzela 1941., slijedom Rimskih Ugovora koje je sklopila s vlastima NDH koje su na vlast i došli nakon napada Italije i drugih Sila Osovine na Jugoslaviju.
Frano Supilo je za boravka u britanskom Foreign Officeu dobio informaciju da se Srbiji nudi južnu Dalmacija, BiH, Srijem, dio Bačke i Slavonija sve do Pakraca te vjerojatno i pomoć saveznika u pitanju ujedinjenja Srbije s Hrvatskom. Supilo je već u travnju 1915., kad je boravio u ruskom Ministarstvu vanjskih poslova u Petrogradu, saznao i za Londonski ugovor te o njegovom sadržaju izvijestio Jugoslavenski odbor. Nakon otkrivanja sadržaja sporazuma, došlo je do žestokog otpora hrvatskog i slovenskog naroda, što je onemogućilo njegovo provođenje u cijelosti nakon završetka I. svjetskog rata.
Spoznaja o posljedicama koje bi proizlazile iz realizacije Londonskog ugovora bila je odlučna za hrvatski pristanak na ulazak u Jugoslaviju, iznose suvremeni povjesničari.